# Bombardements transfrontaliers russes sur l'Ukraine en 2014
Guerre du Donbass
(fait partie de la Guerre russo-ukrainienne)
Batailles
Les bombardements d'artillerie transfrontaliers russes contre l'Ukraine ont eu lieu de juillet à septembre 2014, au plus fort de la guerre du Donbass, dans le cadre de la Guerre russo-ukrainienne, pour empêcher la défaite des rebelles séparatistes pro-russes, contrôlés par la Russie. Les forces armées régulières russes ont mené une série de frappes d'artillerie contre les troupes ukrainiennes dans la région du Donbass, en Ukraine orientale.

## Contexte
Fin juin 2014, les forces ukrainiennes ont lancé une opération d'envergure pour rétablir leur contrôle sur la frontière russo-ukrainienne. Le succès de cette opération a menacé l'existence mêmes des autorités de fait se disant « République populaire de Louhansk » et « République populaire de Donetsk », proclamés par les rebelles séparatistes prorusses, sous contrôle de la Russie.

## Déroulement
Le 11 juillet 2014, un camp ukrainien dans le village de Zelenopillia, près de la frontière russo-ukrainienne, a été bombardé par un lance-roquettes multiple russe moderne 9K51M « Tornado-G » M270, et les forces ukrainiennes ont subi de lourdes pertes. Une attaque d'artillerie massive et inattendue a tué 37 soldats et en a blessé plus de 100,.
Le 13 juillet 2014, la Russie a affirmé que des obus de mortier tirés depuis le territoire ukrainien avaient atterri dans la cour d'une maison privée de la ville frontalière de Donetsk, dans l'oblast de Rostov, sur le territoire internationalement reconnu de la Russie. Le bombardement a tué un civil et en a blessé deux autres. La Russie a déclaré qu'elle envisagerait des « frappes chirurgicales » ciblant les positions militaires ukrainiennes près de la frontière, mais qu'il n'y aurait pas d'invasion à grande échelle de l'Ukraine. 
L'artillerie russe a bombardé le territoire ukrainien à plusieurs reprises au cours des jours suivants. Des roquettes Grad tirées depuis l'intérieur de la Russie ont été identifiées sur des vidéos prises en direct. Selon l'enquête de Bellingcat, au moins 1 353 cratères d'artillerie ont été identifié rien que trois endroits : dans la ville d'Amvrosiivka (14 juillet 2014), entre la mine Dolzhanskaya -Capital et le village de Panchenkove (uk) (du 16 juillet au 8 août 2014) et Khmelnytskyï, chef-lieu de l'oblast éponyme (25 juillet 2014). 
Le 24 juillet 2014, le gouvernement des États-Unis d'Amérique a déclaré détenir des preuves que l'armée russe tirait sur le territoire ukrainien depuis l'autre côté de la frontière internationalement reconnue. Un porte-parole du ministère de la Défense a affirmé qu'il n'y avait « aucun doute » quant à l'implication de la Russie dans les attaques contre les forces armées ukrainiennes. Le 27 juillet, des responsables étatsuniens ont confirmé que la Russie avait bombardé le territoire ukrainien. À l'époque, le porte-parole du gouvernement russe a nié ces allégations. Le 28 juillet, le département d'État a publié des photos satellite montrant l'artillerie lourde régulière bombardant des positions ukrainiennes depuis le territoire russe. 
Les bombardements s'étaient intensifiés au moins une semaine avant une invasion russe furtive en août 2014. Selon les rapports de l'OTAN, l'armée russe a bombardé des positions ukrainiennes de l'autre côté de la frontière à partir de la mi-août et, le 22 août, l'artillerie et le personnel des forces armées régulières russes avaient traversé la frontière vers l'Ukraine même, déclenchant une large contre-offensive à travers tous le Donbass,.